# Cafè de nit a Arle
|  | No s'ha de confondre amb El cafè de nit. |

Cafè de nit a Arle (títol original en francès Café de Nuit, Arles) és un quadre de Paul Gauguin pintat entre el 4 i 12 de novembre de 1888 a Arle, a casa de Vincent van Gogh. Es conserva al Museu Puixkin de Moscou. Es coneix amb la referència número 305 del catàleg de Wildenstein-Cogniat del 1964, i número 318 del catàleg de Daniel Wildenstein del 2001 (W 305 / W 318).

## Descripció
En primer pla hi ha el retrat d'una arlesiana, la senyora Ginoux, amb el vestit tradicional d'Arle amb xal negre i tul blanc. Està asseguda i recolzada sobre una taula de marbre on hi ha un sifó, una copa i un platet amb dos terrossos de sucre.
Darrere seu es mostra l'escena interior d'un cafè, amb personatges habituals de van Gogh. Al mig de la sala, un billar i un fil de fum de tabac. En la taula del fons hi ha un grup de tres dones, probablement prostitutes de carrer, conversant animosament amb el carter identificat per la seva gorra típica. En la taula de l'esquerra, hi ha un home adormit sobre la taula i al seu costat un zuau, un soldat del cos d'infanteria identificat pel seu uniforme algerià.
En una carta a Émile Bernard, Gauguin ho descriu d'aquesta manera:
«He fet també un cafè que a Vincent li agrada molt i a mi menys. En el fons, aquest no és el meu afer i el color local canalla no em va. M'agrada prou en els altres però li tinc sempre aprehensió. És una qüestió d'educació i un no se'n refà. A dalt, paper vermell amb tres putes. L'una, el cap guarnit de papillotes; la segona, d'esquena amb xal verd. La tercera, xal vermelló. A l'esquerra, un dormilec. Billar - en el 1r pla, una figura prou executada d'arlesiana amb xal negre i al davant tul blanc. Taula de marbre. El quadre travessat per una banda de fum blau, però la figura del 1r pla és força massa com cal. En fi.»
Està signat dos cops PGauguin 88: a baix a la dreta, sobre el blanc de la taula, i a l'esquerra al costat del billar. Pot ser un senyal que n'hi va afegir modificacions a una primera versió.

## Context
L'octubre de 1888, Gauguin va anar a Arle, a la Provença, per reunir-se amb Vicent van Gogh. Aquest volia crear un taller d'artistes i el va convèncer per mitjà del seu germà, Theo van Gogh, que era el marxant de tots dos. Per aquest propòsit, van Gogh havia preparat una casa, coneguda com la casa Groga, al número 2 de la plaça Lamartin, al nord d'Arle, prop de l'estació de tren.

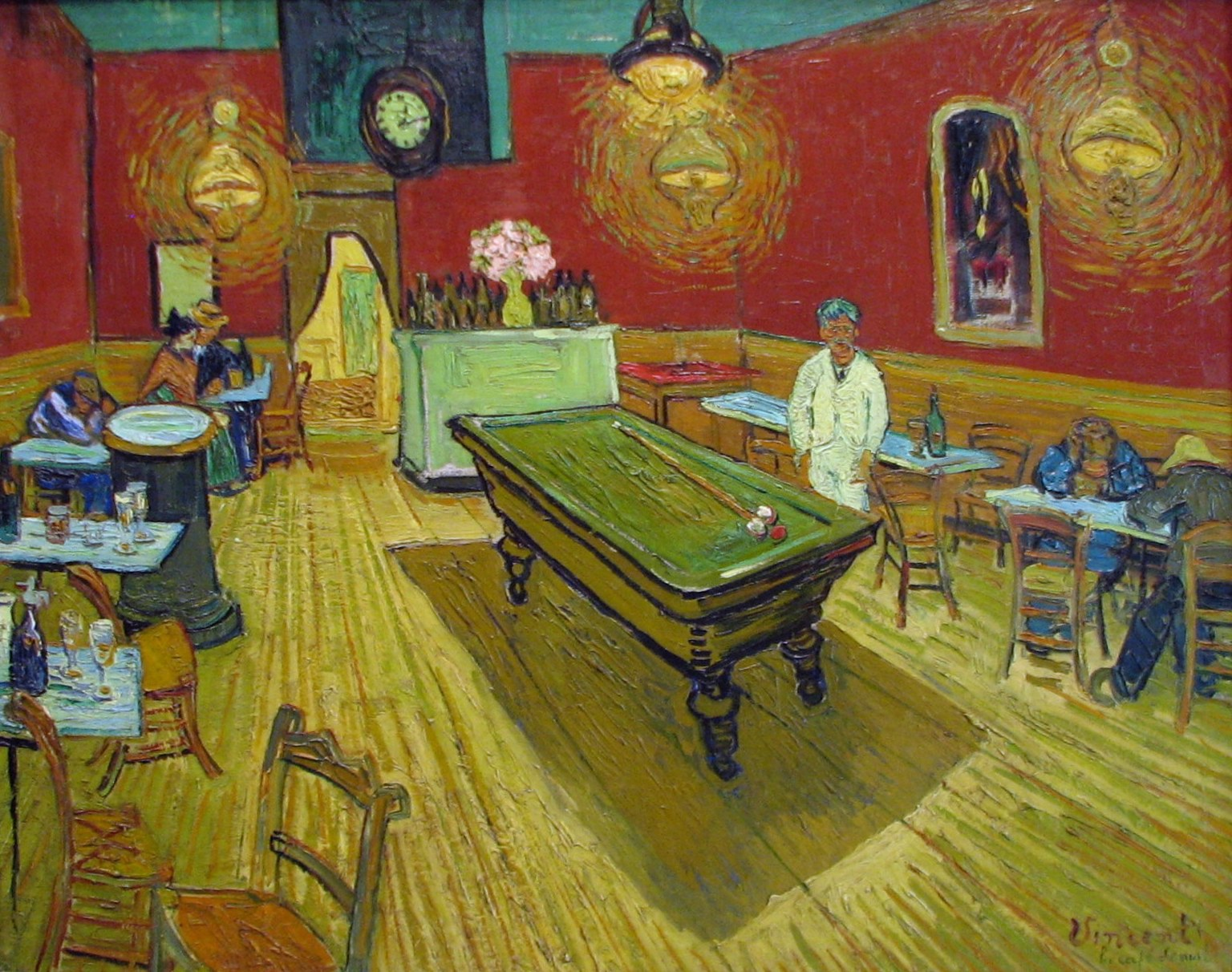
El cafè de nit (1888), de V. van Gogh, F 463 / JH 1575

Gauguin hi va arribar de matinada amb tren des de Pont-Aven, a la Bretanya, i va decidir esperar al cafè de l'estació (Café de la Gare), situat al número 30 de la plaça Lamartin, fins que es fes de dia. Era el que s'anomenava un «cafè de nit» (café de nuit), un local obert les 24 hores i on es refugiaven de nit els vagabunds, borratxos i prostitutes de carrer. El propietari n'era Joseph Ginoux, que havia obert el cafè a començament de l'any. Van Gogh freqüentava el local, i feia un mes i mig que havia pintat el seu ambient nocturn a Le Café de Nuit.

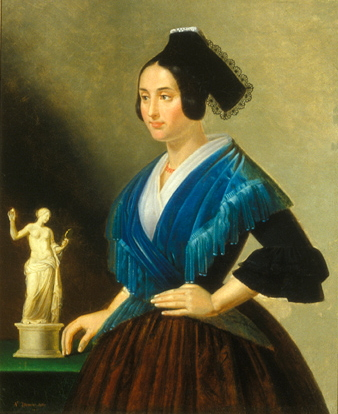
Arlesiana amb la Venus (1860), d'Augustin Dumas

Van Gogh va mostrar Arle a Gauguin, però aquest estava sobretot intrigat per les arlesianes. Al segle xvii s'havia descobert la Venus d'Arle i es va fer popular el mite de la bellesa de les arlesianes. Frederic Mistral les lloava en la seva poesia com a prototip de bellesa provençal; i Alphonse Daudet havia escrit l'obra L'Arlesiénne sobre una femme fatale i que va tenir èxit, el 1888, adaptada al teatre amb música de Georges Bizet. Van Gogh desitjava retratar una arlesiana, però no trobava models que volguessin posar per a ell. Al cap d'una setmana, Gauguin, que tenia fama de galant, ja havia trobat una model: Marie Ginoux (1848 - 1911), la dona del propietari del cafè de la Gare.
Madame Ginoux va posar per als dos pintors amb el vestit tradicional arlesià dels dies festius, és a dir, un vestit fosc amb cosset blanc a base de fil d'Arle entrecreuat i amb còfia de cintes als cabells. En una hora, van Gogh va completar el seu retrat. «Tinc finalment una arlesiana», va escriure al seu germà. Poc després, en va fer una segona versió amb colors més agosarats i contorns més destacats, més a l'estil de Gauguin. Per la seva banda, durant la mateixa sessió, Gauguin en va fer un dibuix al carbó, i durant la setmana següent va compondre el retrat a l'estudi a partir de l'esbós i situant-lo al cafè de nit.

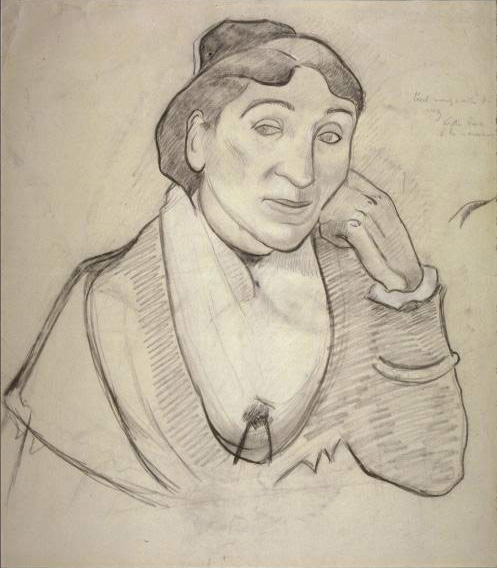
Dibuix L'arlesiana, Madame Ginoux (1888), de P. Gauguin
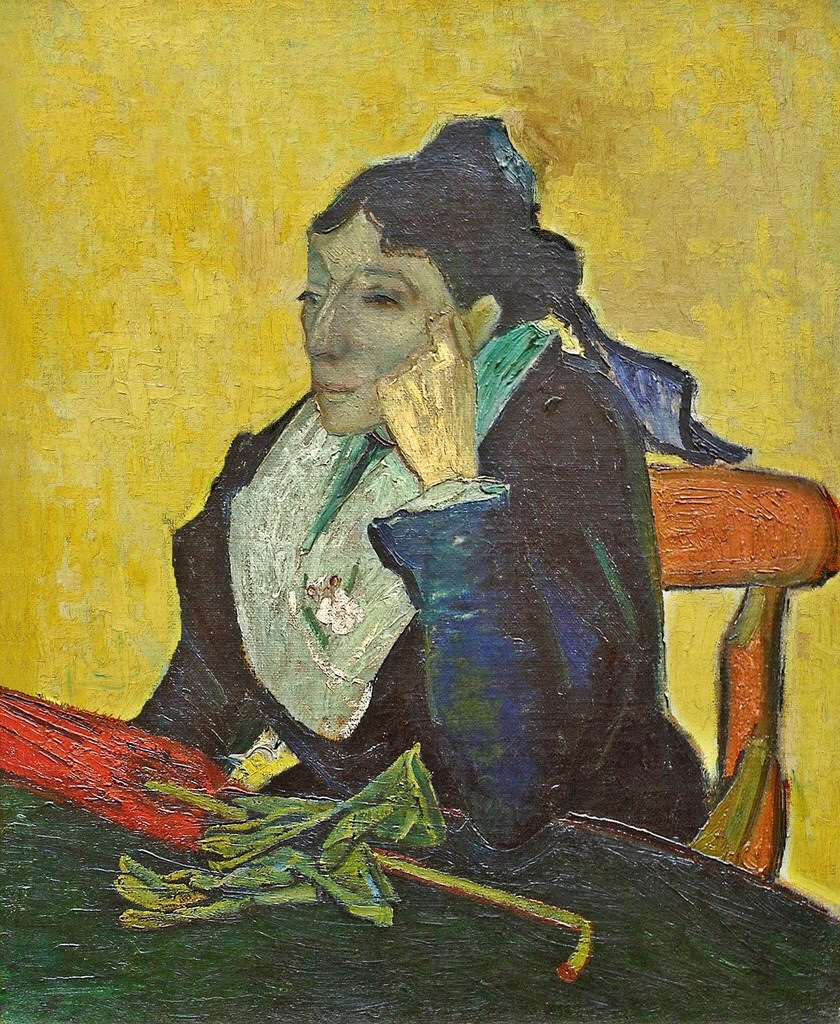
L'arlesiana (amb paraigües i guants) (1888), de V. van Gogh, F 489 / JH 1625
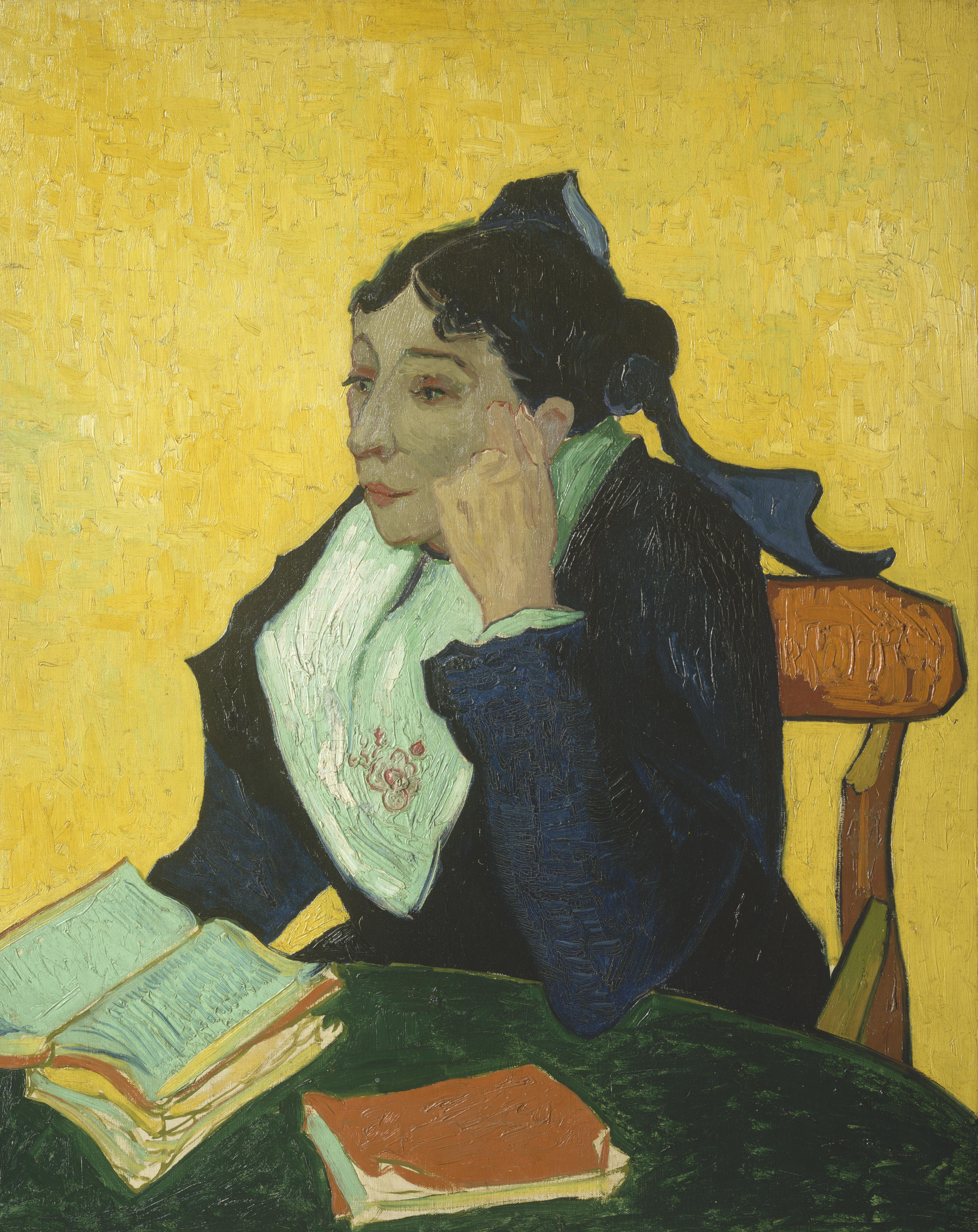
L'arlesiana (amb llibres) (1888), de V. van Gogh, F 488 / JH 1624

## Composició
A diferència de van Gogh, que preferia pintar sobre el terreny observant l'escena, Gauguin preparava els seus quadres a l'estudi amb una composició curosa, integrant diferents elements a partir d'esbossos, memòria i imaginació. No es limita a fer un retrat de Madame Ginoux, sinó que la integra en la seva versió del cafè de nit que ja havia pintat van Gogh i que formava part de la decoració de la casa Groga.

### Retrat deMadameGinoux
Els dos retrats que els dos pintors van fer davant la model són ben diferents i gairebé no es poden reconèixer. Gauguin se situa davant la model retratant-la de front. En canvi, la perspectiva de van Gogh és lateral i més allunyada. Aquest pinta una arlesiana idealitzada, una senyora amb un toc d'elegància, expressió somniadora i acompanyada d'uns objectes sobre la taula que suggereixen una posició social i cultural.
La iconografia que mostra Gauguin és pròpia de la segona meitat del segle xix, amb un tipus de dona solitària, prenent begudes alcohòliques i de vida degradada per l'alcohol o la prostitució. La seva arlesiana és més modesta, menys elegant, mostra la propietària d'una taverna o gairebé d'un prostíbul. La seva expressió té una certa picardia, amb una mirada de reüll i un somriure enigmàtic que podria ser cínic o menyspreador. La presència d'un gat sota la taula de billar, de color blanc i negre com el vestit de Madame Ginoux, podria tenir un propòsit simbòlic representant el caràcter ambivalent expressat per l'arlesiana, mansa i agressiva.
La posició en primer pla de Madame Ginoux fa captar tota l'atenció amb una certa intimitat amb el pintor o l'espectador amb qui comparteix la taula del cafè. El sifó, la copa i el sucre que hi ha sobre la taula donen a entendre que està prenent una absenta, aleshores l'aperitiu més popular al sud de França. Per prendre-la, es posava un terròs de sucre en una cullereta, i s'hi tirava l'absenta a sobre, de forma que degotés dins el got ple d'aigua carbònica del sifó, que es tornava d'un color verd tèrbol i vistós.

### Cafè de nit

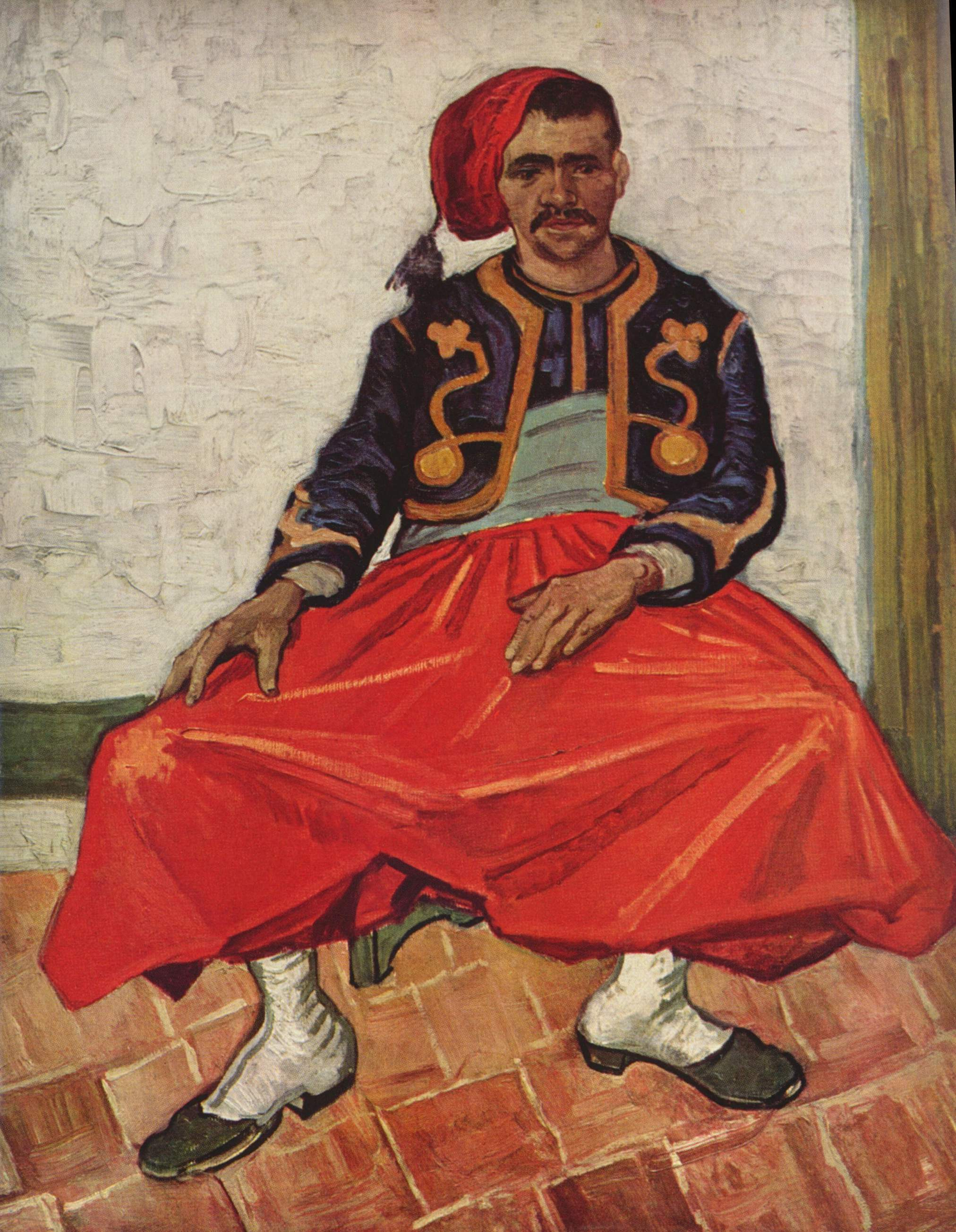
Zuau assegut (1888), V. van Gogh, F 424 / JH 1488

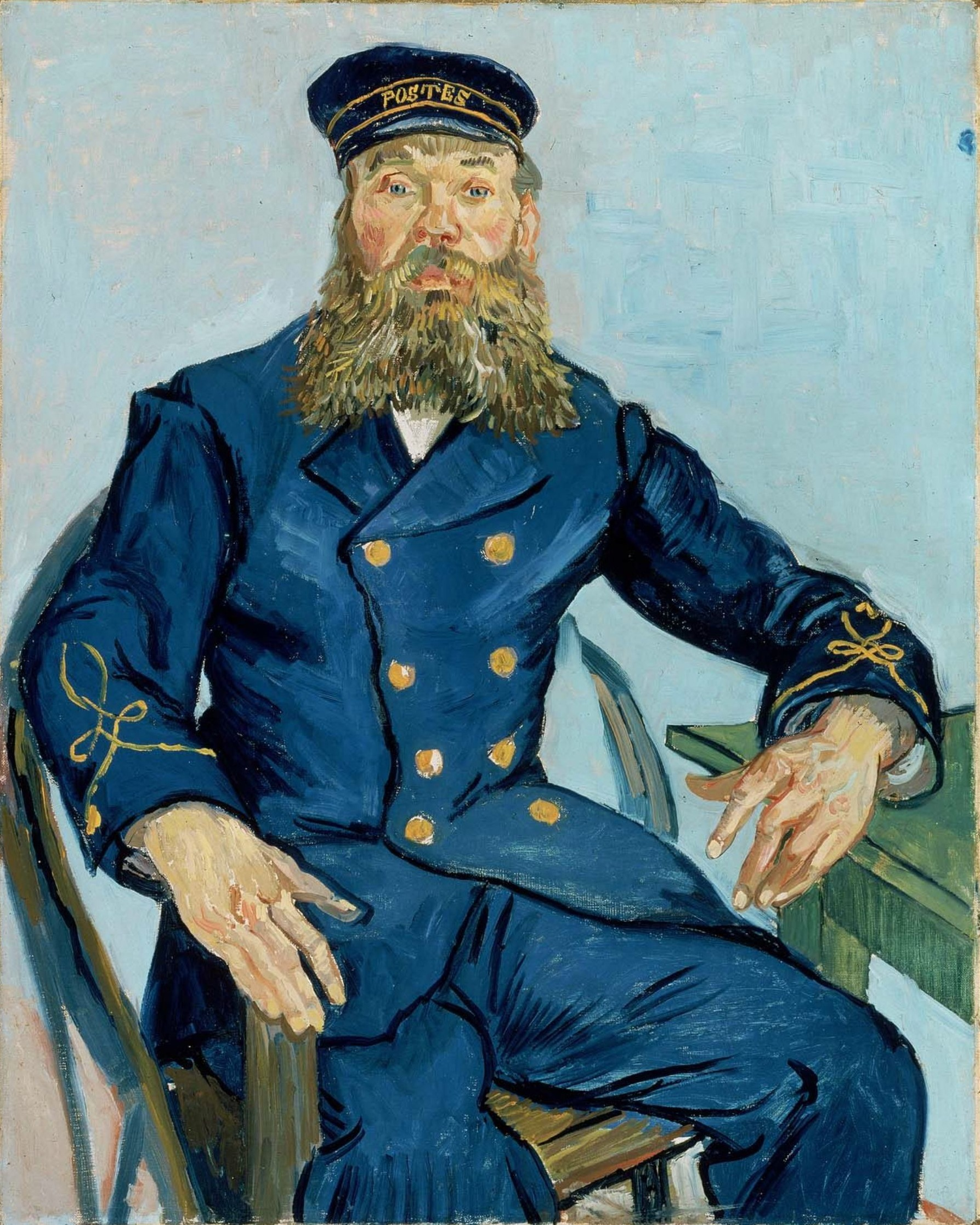
El carter (Joseph Roulin) (1888), V. van Gogh, F 432 / JH 1522

Mentre que van Gogh va pintar el cafè de nit longitudinalment, vist des de la porta amb una perspectiva marcada per les diagonals, Gauguin el pinta transversalment, predominant les línies horitzontals i verticals. Assegut en una de les cadires arrenglerades contra la paret lateral, es veu la paret de davant. La gran taula de billar atorga profunditat a la composició.
Gauguin incorpora en els personatges del fons dos amics de van Gogh que aquest ja havia retratat: el carter Roulin i el zuau Milliet. Joseph Roulin treballava a l'estació del tren i freqüentava el café de la Gare. Paul-Eugène Milliet era sotstinent del tercer regiment de zuaus estacionat als afores d'Arle. Aquest era un cos format inicialment de berbers d'Algèria i destacava per la vistositat dels seus uniformes exòtics.
Van Gogh ho comenta a Émile Bernard: «Gauguin té en marxa en aquest moment una tela del mateix cafè de nit que també he pintat, però amb figures que es veuen als bordells».
Tant Gauguin com van Gogh fumaven amb pipa. El fil de fum del cafè probablement també es trobava a l'estudi on pintaven tots dos, resultant un símbol més de la convivència dels dos pintors i de l'ambient de caliu del cafè.

### Contrastos i influències
Van Gogh fa esclatar el color groc reflectint les seves emocions. En canvi, la composició de Gauguin és més equilibrada i harmoniosa, amb predomini dels vermells i verds. Escriu en les seves memòries que «el diví Vincent estimava el groc […] jo adorava el vermell.». Van Gogh expressa la seva pròpia solitud i emocions en una escena infernal, mentre que Gauguin prioritza l'aspecte pintoresc fent un cafè més afable, però en resta distant. Madame Ginoux no sembla integrada en la resta de la composició i Gauguin no se'n mostra gaire satisfet pel resultar massa formal.
Els dos pintors fan una aproximació mútua. Van Gogh, el realista, retrata una arlesiana idealitzada i introdueix elements simbòlics com el paraigua o els llibres. Gauguin, l'imaginatiu i simbòlic, pinta un quadre realista i costumista, amb colors locals. El cloisonisme de Gauguin queda mitigat i, en canvi, van Gogh l'utilitza en alguns elements de l'arlesiana.
La composició té una gran semblança amb l'Escena de cabaret de l'amic comú Émile Bernad i que havia fet només l'any anterior (1887). En el primer pla, Julie la Rousse mira de reüll l'escena del bordell amb diversos personatges al voltant de taules blanques, entre ells un soldat zuau.

## Historial
La convivència entre Gauguin i van Gogh va acabar de manera sobtada després d'un incident poc clar que va portar van Gogh a l'hospital amb l'orella tallada. Gauguin va tornar a París i va deixar a Arle el seu dibuix de Madame Ginoux. Gauguin va demanar un quadre dels gira-sols a canvi dels dibuixos que havia deixat a Arle, però Vincent van Gogh s'hi va negar. Més tard, al febrer del 1890, van Gogh va fer fins a cinc versions diferents de l'arseliana a partir del dibuix de Gauguin. Una d'aquestes anava dedicada a Gauguin, «com una mena de síntesi d'arlesianes […] un resum dels nostres mesos de treball conjunt».

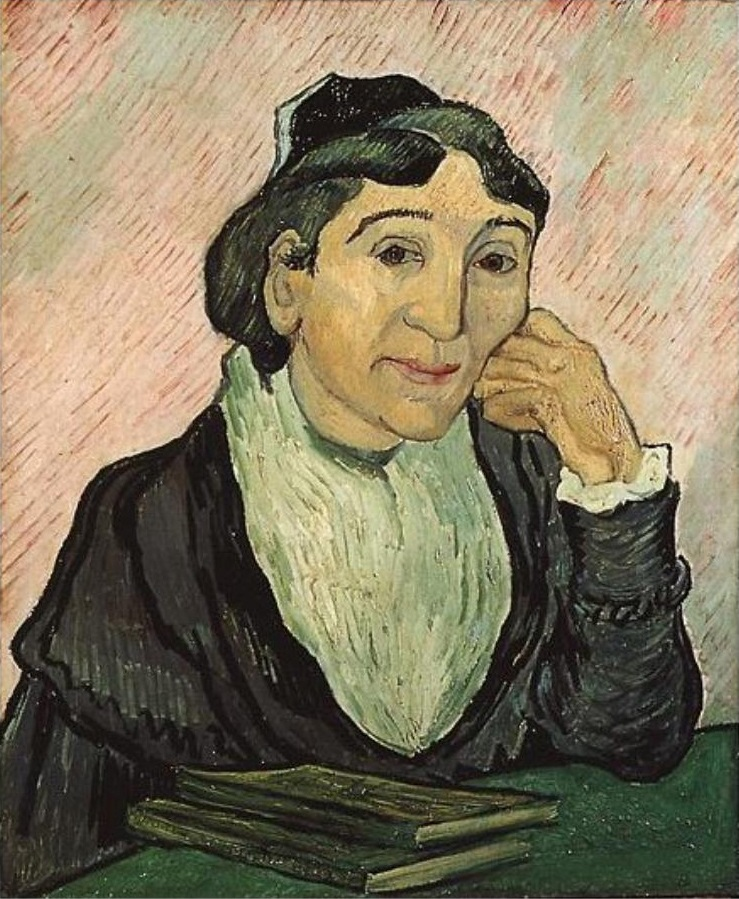
L'arlesiana, Madame Ginoux (I) (1890), V. van Gogh, F 540 / JH 1892
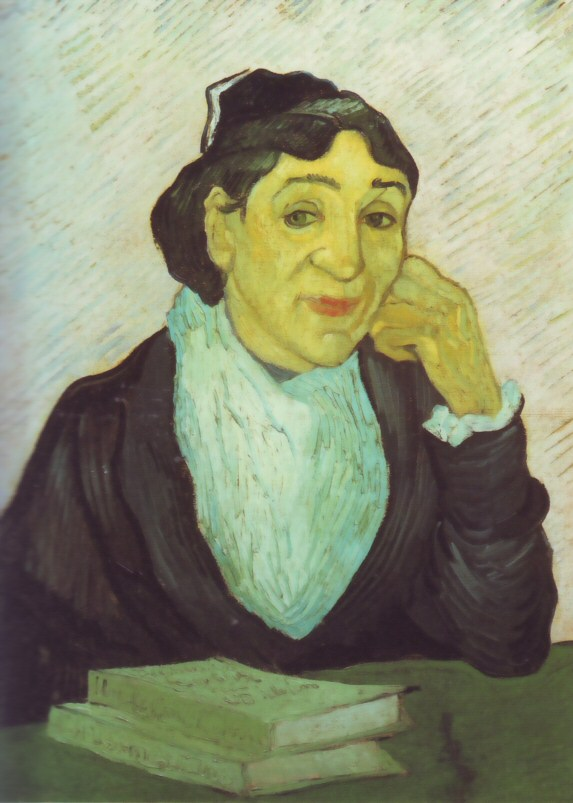
L'arlesiana, Madame Ginoux (II) (1890), V. van Gogh, F 541 / JH 1893
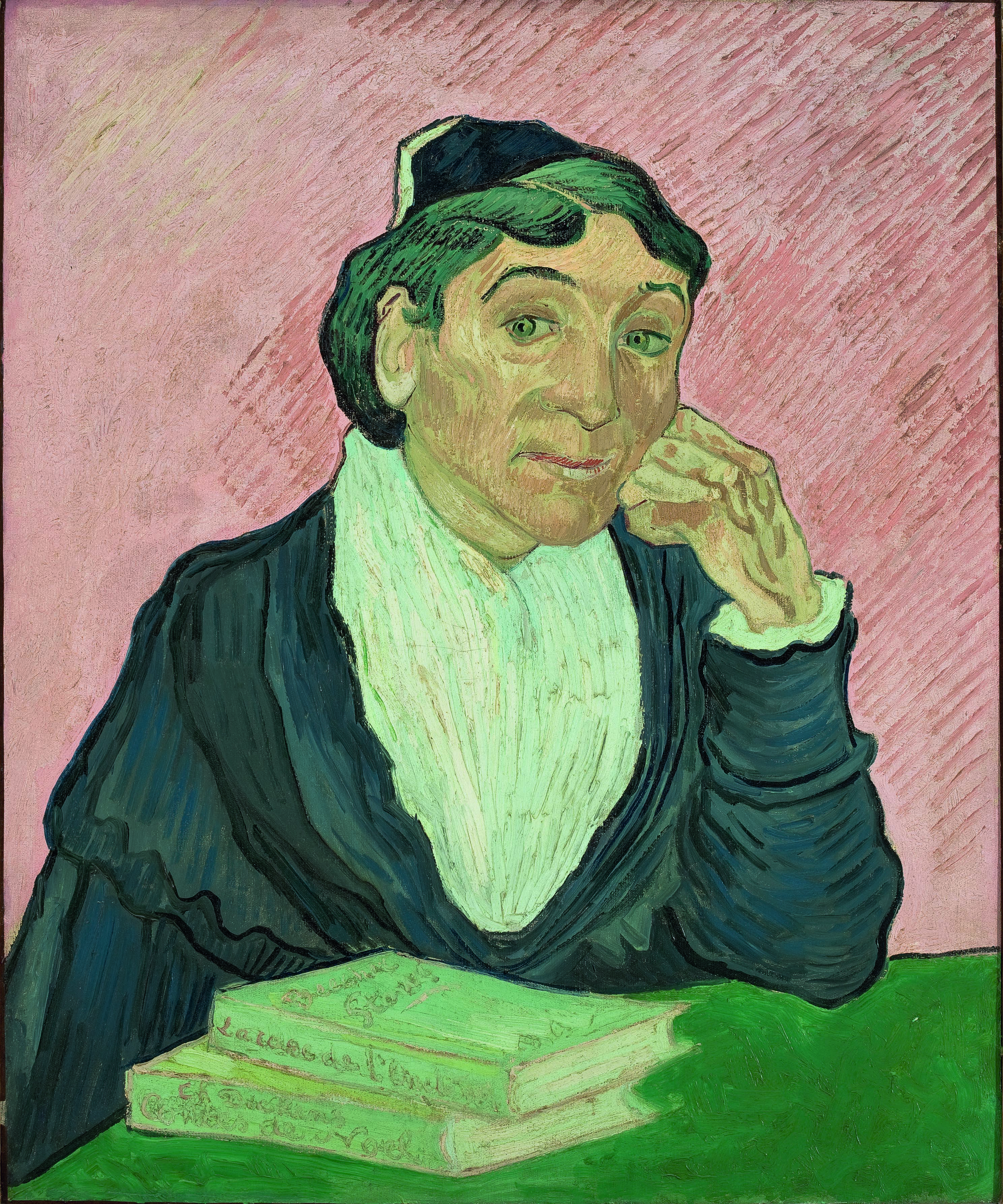
L'arlesiana, Madame Ginoux (III) (1890), V. van Gogh, F 542 / JH 1894
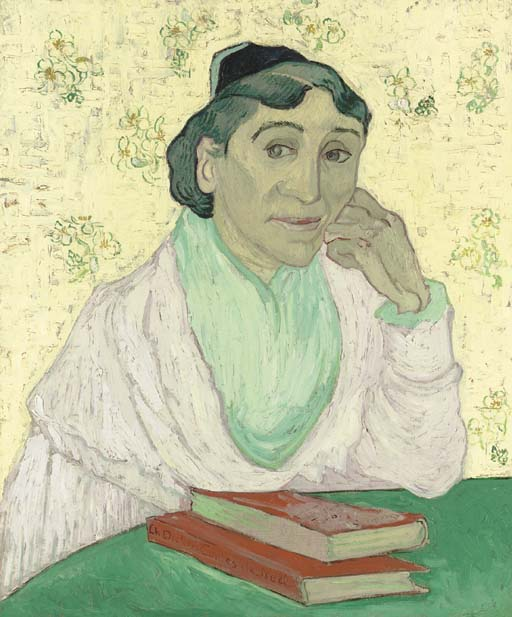
L'arlesiana, Madame Ginoux (IV) (1890), V. van Gogh, F 543 / JH 1895

El dibuix de Madame Ginoux fet per Gauguin va acabar en possessió de Theo van Gogh i va ser venut el 1910. El quadre del cafè de nit de Gauguin va ser adquirit pel rus Ivan Mozorov, el 1908, que el va comprar al marxant Ambroise Vollard per 8.000 francs (uns 28.800 euros). El 1918, la seva col·lecció va ser nacionalitzada pel govern bolxevic. També havia comprat el cafè de nit de van Gogh.

## RefeVenegrències
1. 1 2  Gauguin, Paul. «Carta a Émile Bernard» (en francès), 01-11-1888. [Consulta: 6 octubre 2009].[Enllaç no actiu]
2. 1 2  Gayford, Martin. The Yellow House: Van Gogh, Gauguin, and Nine Turbulent Weeks in Provence (en anglès).  Nova York: Houghton Mifflin Harcourt, 2008. ISBN 978-0-618-99058-0 [Consulta: 6 octubre 2009].
3. 1 2  «Vincent van Gogh (1853-1890): L'Arlésienne, Madame Ginoux» (en anglès). Impressionist and Modern Art Auction p. Lot 19, Sale 1655.  Christie's, 2006. [Consulta: 6 octubre 2009].
4. ↑  Van Gogh, Vincent. «To Theo van Gogh. Arles, Saturday, 27 or Sunday, 28 October 1888.» (en francès i anglès). [Consulta: 22 octubre 2009].
5. ↑  Van Gogh, Vincent. «Letter from Vincent van Gogh to Theo van Gogh: Arles, c. 6 November 1888» (en anglès). [Consulta: 6 octubre 2009].
6. ↑  «L'arlÈsienne, Mme. Ginoux, 1888» (en anglès). Fine Arts Museums of San Francisco: Image Base.   Fine Arts Museums of San Francisco. Arxivat de l'original el 10 de juliol 2007. [Consulta: 6 octubre 2009].
7. 1 2  Navarro, José. «Cuadros de Temas Diversos: Las Arlesianas de Van Gogh y Gauguin» (en castellà). The Vincent van Gogh Galley.  Toronto:  David Brooks, 01-05-2000. [Consulta: 15 octubre 2009].
8. ↑  Van Gogh, Vincent. «To Emile Bernard. Arles, Thursday, 1 or Friday, 2 November 1888.» (en francès i anglès). [Consulta: 22 octubre 2009].
9. ↑  Denvir, Bernard. «Avant et Après, de Paul Gauguin, 1903». A: Paul Gauguin: La búsqueda del paraíso.  Barcelona: Odín, 1994. ISBN 84-493-0081-9.
10. ↑  «Scène de Cabaret (Julie La Rousse)» (en anglès). Impressionist & Modern Art, Day Sale.   Sotheby's. [Consulta: 15 octubre 2009].[Enllaç no actiu]
11. ↑  Van Gogh, Vincent. «Letter from Vincent van Gogh to Paul Gauguin: Auvers-sur-Oise, c. 17 June 1890» (en francès). [Consulta: 6 octubre 2009].
12. ↑  Van Gogh Museum. «Letter 866: notes» (en anglès). Vicent van Gogh: The letters. [Consulta: 22 octubre 2009].
13. ↑  «Pouvoir d'achat de l'euro et du franc» (en francès).  París:  Insee, 01-01-2009. [Consulta: 10 novembre 2009].
14. ↑  «Ivan Morozov's collection». Arxivat de l'original el 2010-02-15. [Consulta: 15 octubre 2009].